# Eerde
Eerde – wieś w Holandii w prowincji Brabancja Północna. W 2009 roku liczba ludności wynosiła 6578 mieszkańców.